# Rigoberto Lima Choc
Rigoberto Lima Choc (* 1986 oder 1987; † 18. September 2015 in Sayaxché) war ein guatemaltekischer Naturschützer und Lehrer.

## Leben
Rigoberto Lima Choc stammte aus einer indigenen Familie. Er war der Erste, der die Umweltzerstörung durch die Aktivitäten des Palmölproduzenten Empresa Reforestadora de Palma de Petén (REPSA) am Río de la Pasión im Departamento Petén aufdeckte. Die lokale Bevölkerung bezeichnete die Zerstörung als „ecocide“ (Neologismus aus „ecology“ und „homicide“, sinngemäß etwa „Ökomord“), da sie nicht mehr im Fluss fischen und dessen Wasser trinken könnten. Menschenrechtsaktivisten dokumentierten die Zerstörung, forderten die Behörden auf einzuschreiten und verklagten REPSA. Im September 2015 ordnete ein guemaltekisches Gericht an, dass REPSA seine Aktivitäten einstellen müsse, da die Palmölproduktion große Umweltschäden anrichte. Lima Choc konnte ein massives Fischsterben durch die Ölverunreinigungen nachweisen. Einen Tag später wurde er von Unbekannten vor dem Gerichtsgebäude erschossen.